# Junkers Ju 52
El Junkers Ju 52 (apodado Tante Ju (Tía Ju)) fue un avión de transporte alemán utilizado ocasionalmente como bombardero (en la guerra civil española); era un monoplano de ala baja con tren de aterrizaje fijo y revestimiento metálico, descendiente del Junkers F 13. A pesar de sus rasgos arcaicos, con tren de aterrizaje fijo, líneas angulosas y revestimiento corrugado, el Ju 52 no solo estuvo presente en todas las operaciones bélicas alemanas de la Segunda Guerra Mundial, sino que también participó en algunas de las denominadas "guerras de posguerra".
Fue asimismo uno de los aviones preferidos de Adolf Hitler, quien utilizó uno de estos modelos para su uso personal, y que se convirtió no solo en su modelo favorito, sino en el más famoso avión representativo del transporte de la Alemania Nazi de preguerra. Hitler usó una versión civil, matrícula D-2600, en color plateado para hacer sus recorridos durante el periodo de preguerra.

## Diseño y desarrollo

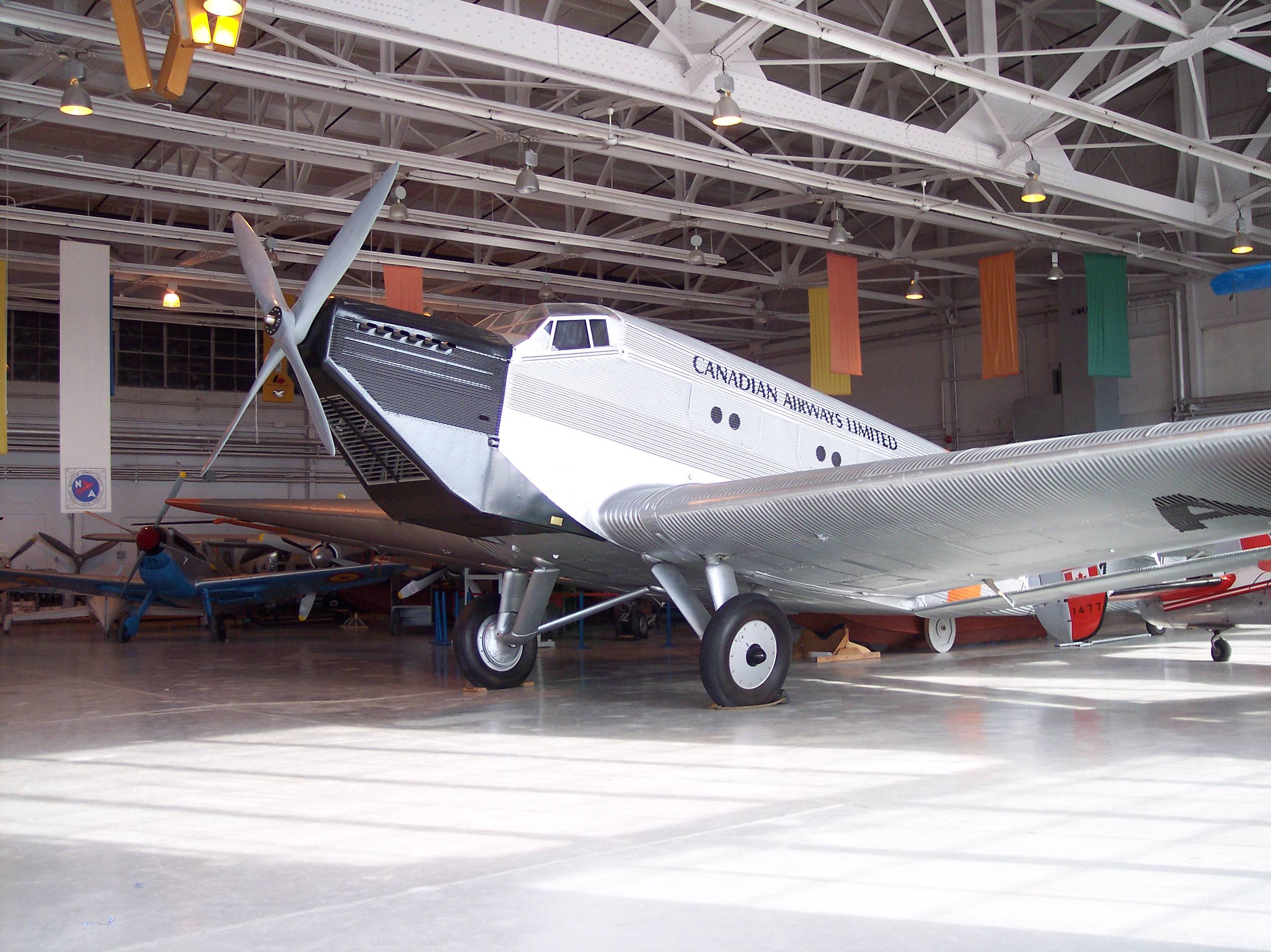
Réplica del monomotor Ju 52/1m expuesto en un museo de Canadá.

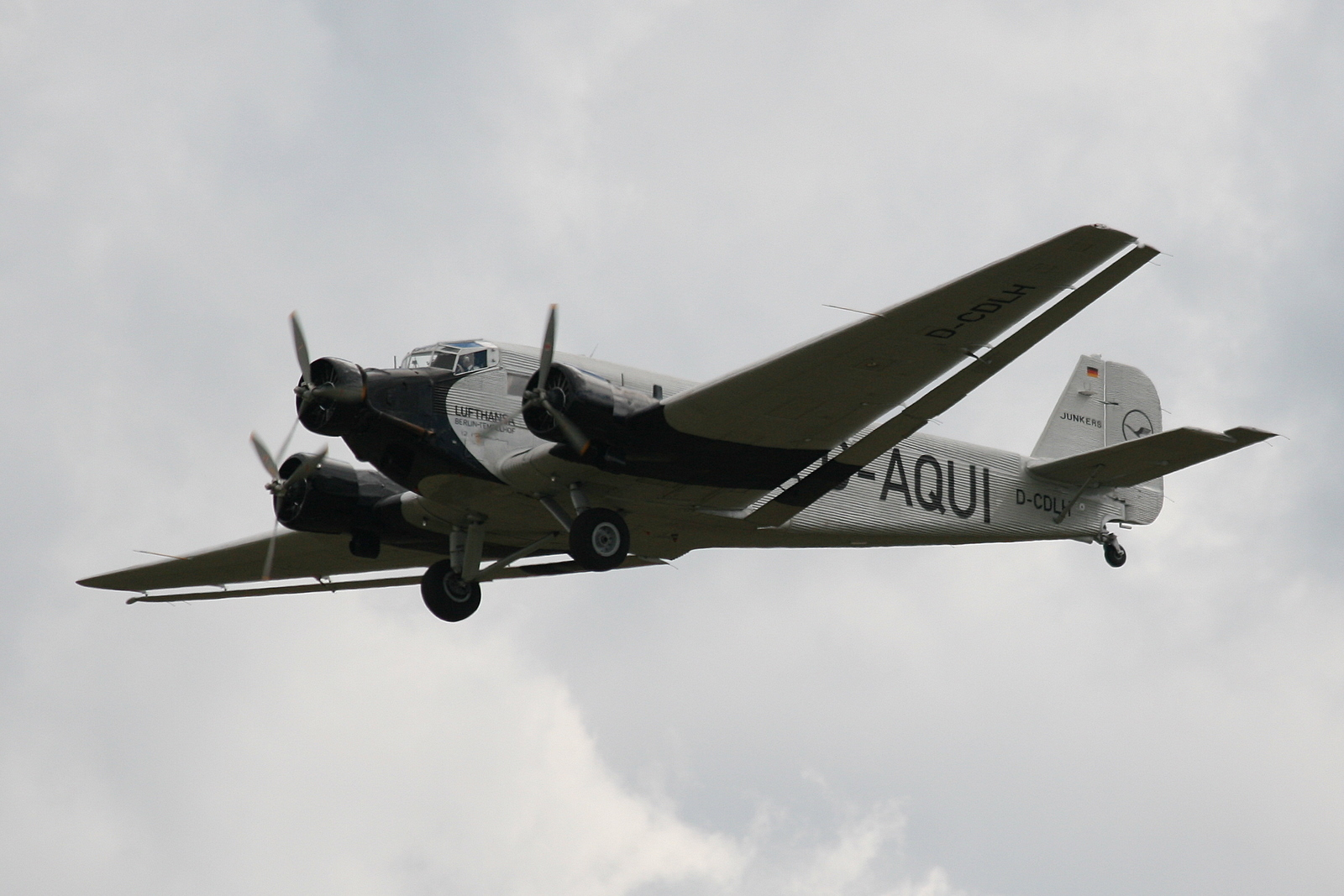
Ju 52/3mg2e (Wk-Nr 5489) volando en 2008; se aprecia la "doble ala" Doppelflügel.

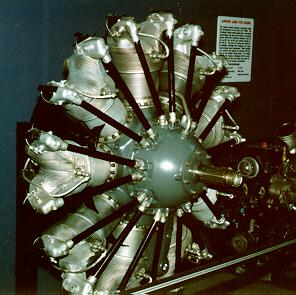
Motor BMW 132E.

A pesar de las rigurosas restricciones en materia de armamento impuestas a Alemania por el Tratado de Versalles, desde 1919 se habían llevado a cabo experiencias secretas y programas de entrenamiento militar a personal escogido en instalaciones clandestinas fuera del territorio alemán, especialmente en la Unión Soviética a raíz del Tratado de Rapallo de 1922. A partir de la retirada alemana de la Conferencia de Desarme de Ginebra en octubre de 1933, comenzaron a sentarse las bases para un auténtico rearme. La futura Luftwaffe debía estar inicialmente equipada con aviones militares adaptados de versiones civiles ya existentes.
En 1927, los ingenieros de Junkers se ocupaban del desarrollo de un nuevo y gran monomotor de transporte en el que se resumía toda la experiencia acumulada en diseños anteriores y que estaba destinado en principio a trabajos de carga. Como sus predecesores, la construcción del nuevo modelo Ju 52 era típicamente Junkers, con revestimiento metálico en duraluminio corrugado y con la clásica "doble ala Junkers". El primer Ju 52/1m voló el 13 de octubre de 1930.
Al año siguiente, el equipo de diseño de Junkers (encabezado por el ingeniero Ernst Zindel) comenzó a evaluar y a trabajar en la adaptación de otros dos motores en las alas, y motivó que la séptima célula fuese extraída de la cadena de montaje y convertida en el prototipo del Junkers Ju 52/3m (3m por Dreimotoren, trimotor); estaba propulsado con tres Pratt & Whitney Hornet de 550 hp, y realizó su vuelo inaugural en abril de 1931. Las prestaciones de este Ju 52/3mce fueron tan marcadamente superiores a las de la versión monomotor, que se decidió suspender la producción de esta. El primer comprador fue el Lloyd Aéreo Boliviano, que recibió siete ejemplares a partir de 1932.
El aparato estaba disponible tanto con tren de aterrizaje de ruedas como de flotadores. Las aerolíneas Aero O/Y (de Finlandia) y AB Aerotranport (de Suecia) adquirieron esta última versión, pero los Ju 52/3mce suministrados a la aerolínea Deutsche Luft Hansa AG tenían tren de aterrizaje convencional. 
La evaluación del potencial militar de este aparato por parte de la entonces clandestina Luftwaffe condujo a la construcción de una versión de bombardero provisional, la Ju 52/3mge y posteriormente a un mejorado Ju 52/3mg3e. La conversión para misiones de bombardeo apenas alteraba la fisionomía usual del aparato, por lo que podía ser fabricada con la mayor rapidez sin modificar las líneas de montaje ya existentes. Esta última versión, propulsada por tres motores radiales BMW 132A-3 de 725 hp, podía transportar una carga interna de seis bombas de 100 kg y estaba defendida por dos ametralladoras MG 15 de 7,92 mm en posición dorsal y en un puesto ventral escamoteable. Las entregas del Ju 52/3mg3e a la recién estrenada Luftwaffe totalizaron unos 450 ejemplares en 1934-35; la primera unidad equipada con ellos fue el Kampfgeschwader 152 "Hindenburg".

## Historia operacional

### Guerra del Chaco
Durante el conflicto armado entre Bolivia y Paraguay (1932 a 1935), la aerolínea Lloyd Aéreo Boliviano operaba varios Junkers F 13, tres Junkers K 34ci y otros tres Junkers K 43 , que fueron usados por la aviación militar una vez que estalló la guerra. Bolivia operó tres ejemplares nombrados  Choroloque (1932), Juan del Valle (1933) y Huanuni (1933). Posteriormente se le unieron dos Ju 52 Bolívar (1935) e Illampú (1937), que sirvieron como transportes de pertrechos y aviones ambulancia. Al finalizar el conflicto, fueron devueltos a la aerolínea, pasando a llevar colores civiles y no el camuflaje boliviano. Las aeronaves que no habían sido perdidas o dañadas, fueron vendidas a aerolíneas en Argentina y Brasil.

### Guerra civil española

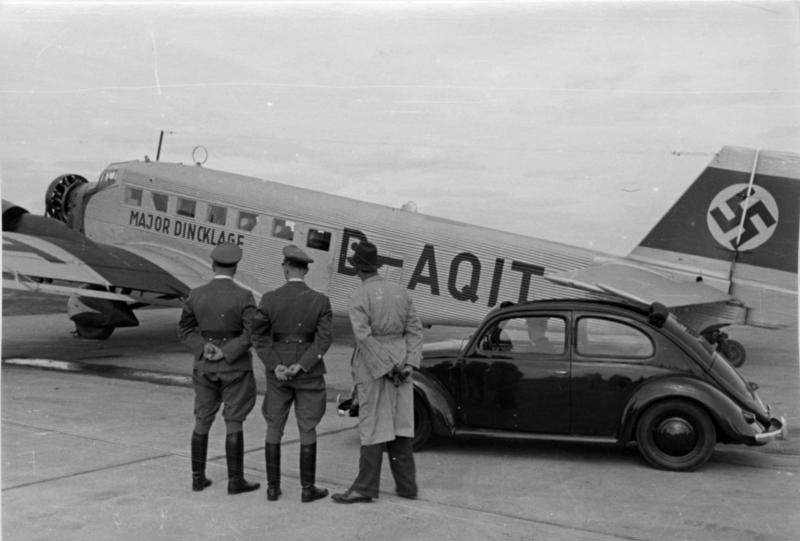
Dirigentes nazis observan un Ju 52 del Regierungsstaffel ("Major Dincklage", Kennung "D-AQIT); al lado, un KdF-Wagen en 1937.

Al estallar la guerra civil española, el Ju 52 se convirtió desde el principio en uno de los principales protagonistas; el aparato de Luft Hansa matriculado D-APOK Max Von Müller que cubría la línea regular Bathurst-Villa Cisneros-Las Palmas, fue requisado por los sublevados en el aeródromo de Gando el 20 de julio y utilizado para transportar a Alemania a la comisión que conseguiría la ayuda militar. Ocho días después llegaría el primero de los veinte Ju 52/3m solicitados y seis cazas Heinkel He 51. Entre sus primeras misiones destaca el primer puente aéreo de la historia, al transportar desde aeródromos del Protectorado Español de Marruecos a cerca de 14 000 hombres y unas 500 toneladas de material de guerra durante los cuatro meses que duraría la operación.
Poco a poco los trimotores alemanes fueron transferidos a los tres Staffeln del Kampfgruppe 88, unidad de bombardeo de la Legión Cóndor, creada en noviembre de 1936. Encuadrados en estos escuadrones, los Ju 52/3m volarían en misiones de ataque contra los puertos del Mediterráneo y contra Madrid. Más tarde, con la entrega a las FARE de modernos cazas de fabricación rusa, fueron relegados a misiones nocturnas primero y, tras su sustitución por material más reciente (He 111 y Do 17), pasaron a unidades españolas, en las que formarían la Escuadra n.º 1 de la Brigada Aérea Hispana. En total, 63 aparatos de este modelo volaron en España hasta el fin de las hostilidades.

### Segunda Guerra Mundial

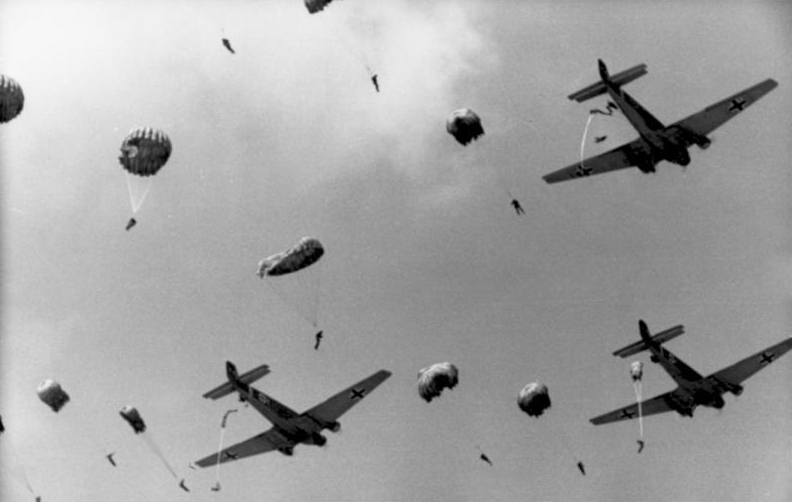
Fallschirmjäger lanzándose desde Ju 52 en mayo de 1944.

Fue modelo básico para el transporte de tropas, operaciones de control nocturno y lanzamiento de paracaidistas en Polonia, Noruega, Bélgica, Holanda, Creta, Norte de África y el frente del Este; en algunos casos se usó como transporte personal de oficiales. 
Precisamente en 1942, en las bases aéreas de Pitomnik y Gumrak fue donde el Ju 52 realizó su máximo esfuerzo en la lucha por esta ciudad, ayudando a llevar pertrechos y tropas de refresco, así como a evacuar a los heridos del VI Ejército de Friedrich Paulus durante la Batalla de Stalingrado.
La versatilidad del Ju 52/3 motivó que fuese utilizado exhaustivamente por la Luftwaffe durante todas las hostilidades. La sustitución de las pérdidas en combate fue posible gracias a la apertura de una nueva cadena de producción en la factoría Amiot de Colombes, Francia. El primer aparato salido de esta nueva fuente fue aceptado en junio de 1942. También la compañía PIRT de Budapest realizó el montaje de 26 Ju 52/3m con componentes traídos de Alemania.

### Posguerra
La historia de la "Tante Ju" (Tía Ju, apodo cariñoso de sus pilotos) no acabó el día de la victoria aliada, cuando solo unos 50 ejemplares de los 4835 construidos permanecían en estado operativo. El principal usuario de posguerra fue Francia, con casi 400 ejemplares construidos por Ateliers Aéronautiques de Colombes (anteriormente Avions Amiot) con la designación AAC 1 Toucan (Tucán), de los que 85 prestaron servicios comerciales en la posguerra con Air France y otras muchas líneas aéreas francesas. El Toucan sirvió en la Armée de l´Air y la Aéronavale, y fue empleado en misiones de transporte y lanzamiento de paracaidistas en Argelia e Indochina. 
En España, Construcciones Aeronáuticas S.A. adquirió su licencia en 1942 y fabricó 170 ejemplares para el Ejército del Aire con las siglas CASA C-352L y la designación militar T.2 con motores ENMASA Beta E9C de 750 hp (BMW 132). El primer ejemplar realizó su primer vuelo en 1944. Los C-352L intervinieron activamente en la guerra de Ifni en 1957-58.
Volaron como aviones civiles además en Finlandia con Aero O/Y, Suecia con AB Aerotransport, Francia con Air France (85) y otras aerolíneas francesas; en países de Sudamérica, como Colombia, que usó uno adquirido en 1933, el Junkers Ju 52/3mce FAC-625, el cual prestó su servicio inaugural con el presidente Olaya Herrera. De fabricación alemana, tiene una capacidad para 3 tripulantes y 20 pasajeros. La tercera hélice del morro hacía el vuelo más suave y confortable, digno de un presidente y su comitiva. Actualmente se encuentra en el Museo Aeroespacial Colombiano de la FAC en la población de Tocancipá. Otros países que lo usaron fueron China y Sudáfrica con South African Airways (SAA, 15 aparatos). La compañía Iberia utilizó también un pequeño número. Diez Ju 52 serían reconstruidos en Gran Bretaña y entraron en servicio con BEA en las postrimerías de 1946.
Los últimos ejemplares militares en estado operativo de que se tiene noticia fueron tres transportes Ju 52/3mg4e de las Fuerzas Aéreas de Suiza; dos fueron dados de baja en 1983.

## Variantes

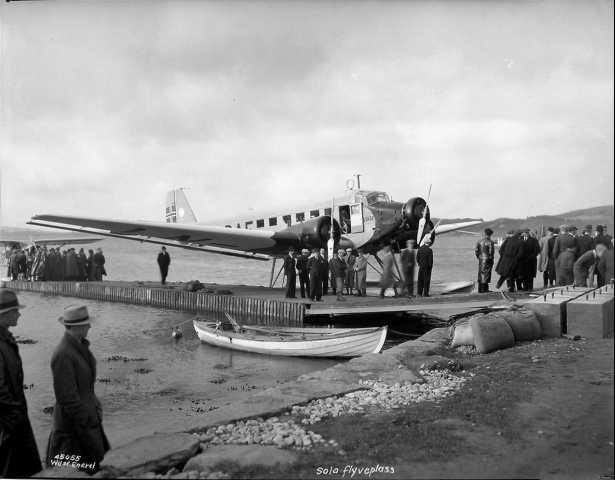
Un Ju 52 de DNL en versión hidroavión.

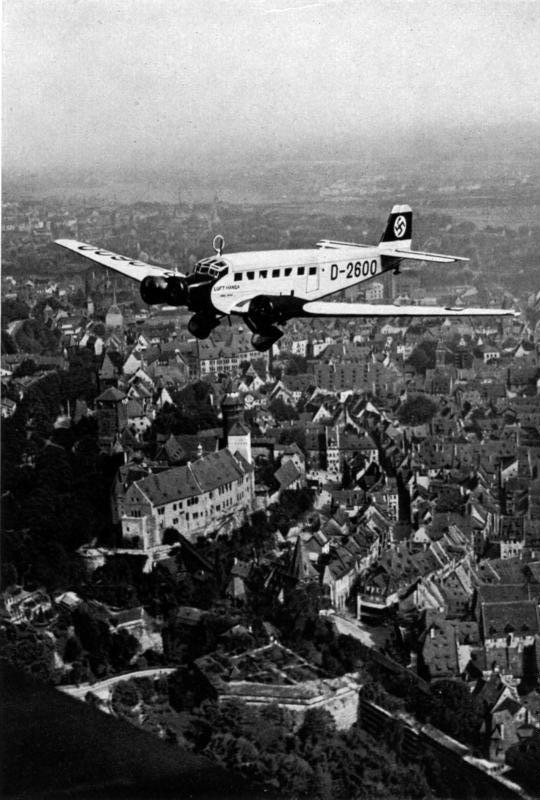
El Ju 52 D-2600 Max Immelmann II oficial de Hitler en 1934.

Ju 52
Monomotor original, volado como prototipo el 13 de octubre de 1930.
Ju 52/3mde
Primera versión trimotor; motores Pratt & Whitney Hornet sin carenar.
Ju 52/mce
Motores y ruedas carenados; dos ejemplares equipados con flotadores.
Ju 52/mfe
Introducido en 1933; modificaciones menores.
Ju 52/mge
Primer subtipo construido en gran serie; motores BMW 132A-1 de 600 hp; tres tripulantes y 17 pasajeros; primera versión modificada en avión de bombardeo.
Ju 52/3mg3e
Versión militar con tres motores BMW 132A-3 de 725 hp; radio y sistema de lanzamiento de bombas mejorado.
Ju 52/3mg4e
Versión militar con cambios de equipo interno respecto al Ju 52/3mg3e y el patín de cola sustituido por una rueda.
Ju 52/3mg5e
Versión militar con tres motores BMW 132T de 830 hp, deshielo por aire caliente, tren de aterrizaje intercambiable (ruedas/esquíes/flotadores) y radio mejorada.
Ju 52/3mg6e
Similar al Ju 52/3mg5e, pero con radio simplificada; básicamente en versión terrestre.
Ju 52/3mg7e
Similar al Ju 52/3mg6e, pero con piloto automático y una amplia compuerta de carga.
Ju 52/3mg8e
Similar al Ju 52/3mg7e, pero con una trampilla adicional en el techo de la cabina; los últimos aparatos de serie contaban con motores mejorados BMW 132Z.
Ju 52/3mg9e
Similar al Ju 52/3mg8e de las últimas series, pero con tren de aterrizaje reforzado; equipado para el remolque de planeadores.
Ju 52/3mg10e
Similar al Ju 52/3mg9e, pero capaz de operar con tren de aterrizaje de ruedas o de flotadores.
Ju 52/3mg12e
Como el Ju 52/3mg10e, pero con motores BMW 132L; algunos entregados a Lufthansa como Ju 52/3m12.
Ju 52/3mg14e
Última versión alemana de serie; similar al Ju 52/3mg9e pero con mejor blindaje para el piloto y armamento defensivo más pesado.
Amiot AAC.1 Toucan
Producción francesa de posguerra, 415 construidos.
CASA 352/352L
Producción española de posguerra, 106 construidos del modelo 352, 64 construidos del 352L (con motores ENMA Beta B-4).

## Operadores

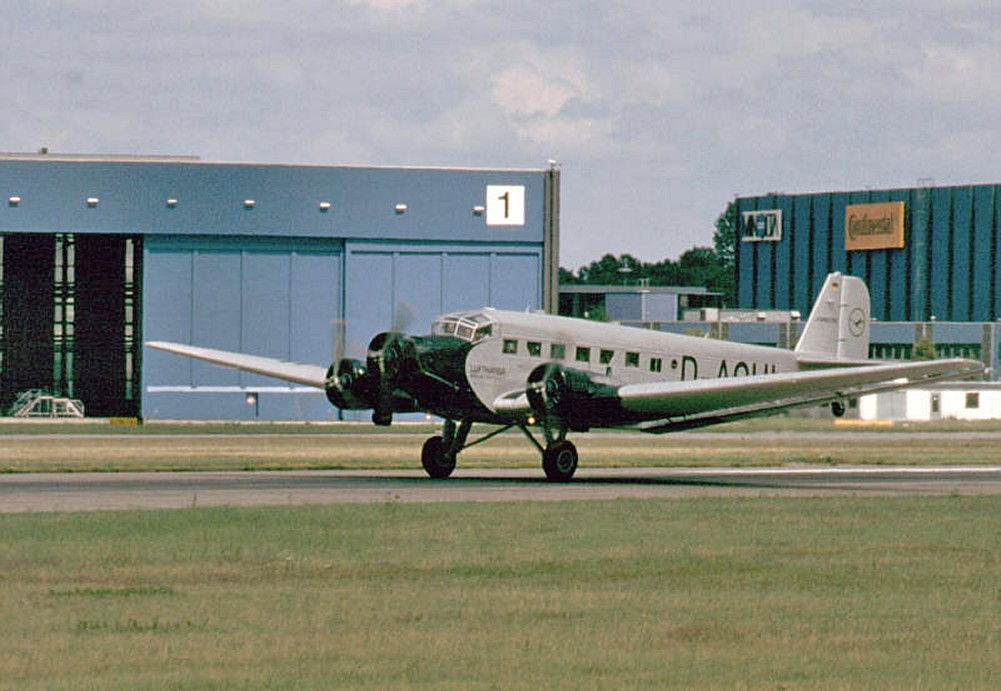
Ju 52/3m D-CDLH de Lufthansa, este avión monta motores P&W ahora con hélices de tres palas.

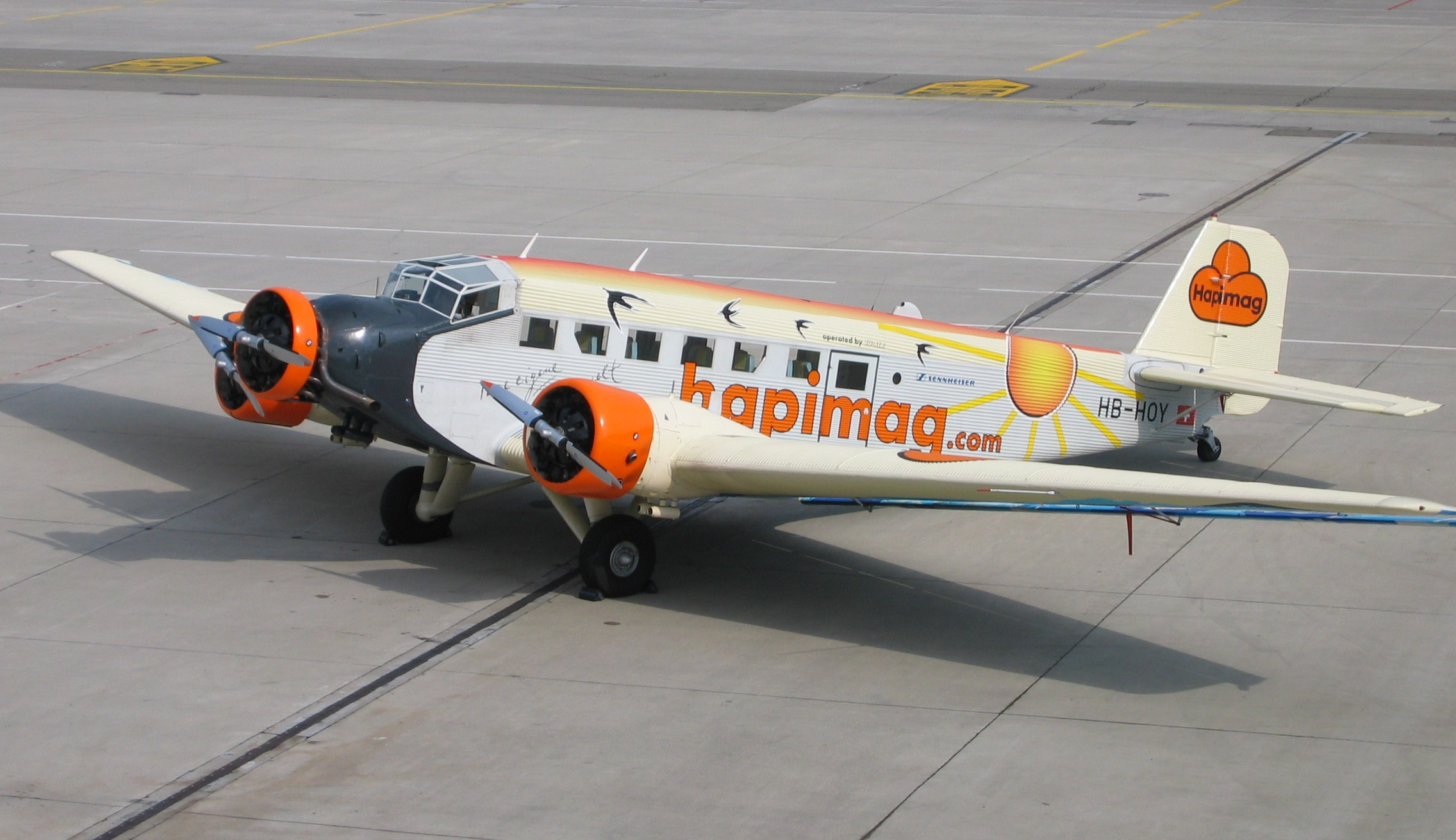
CASA 352 (versión fabricada bajo licencia del Ju 52/3m) con los colores de Ju-Air.

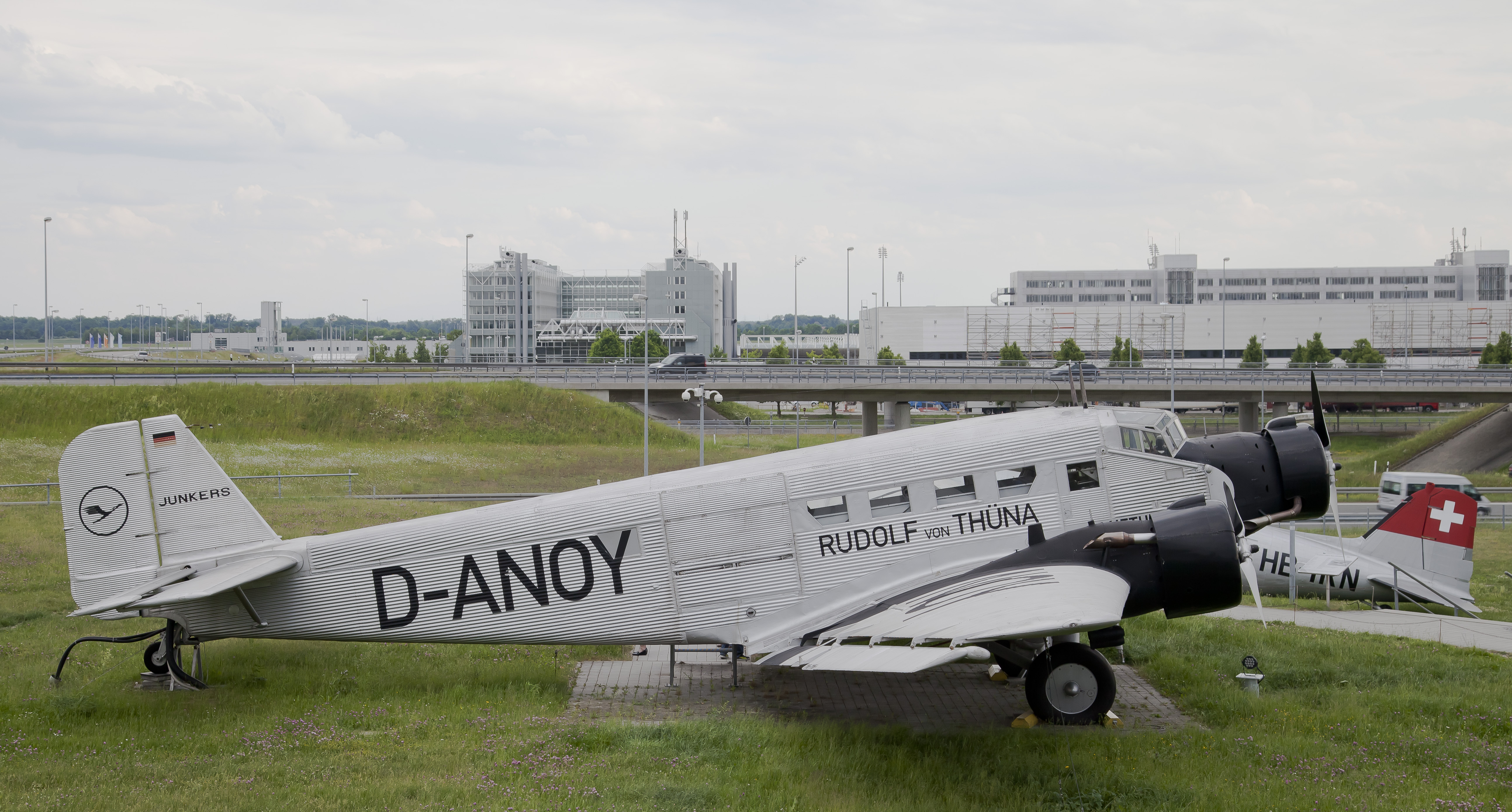
CASA 352 decorado con los colores de Lufthansa.

### Operadores civiles
III Reich
- Deruluft
- Deutsche Luft Hansa AG

 Alemania
- Lufthansa

 Argentina
- Aeroposta Argentina
- Líneas Aéreas del Estado

 Austria
 Bélgica
- Sabena

 Bolivia
- Lloyd Aéreo Boliviano

 Brasil
- Aeronorte
- Cruzeiro do Sul
- Sindicato Condor
- VASP
- VARIG

 Bulgaria
 Canadá
- Canadian Airways Limited
- Canadian Pacific Air Lines

 República de China
- Eurasia

 Checoslovaquia
- Czech Airlines

 Colombia
- Avianca

 Croacia
 Dinamarca
- Det Danske Luftfartsselskab

 Eslovaquia
 España
- Iberia

 Estonia
- AGO Flugzeugwerke

 Finlandia
- Aero Oy
- DLL

 Francia
- Aero Cargo
- Air France
- Air Ocean
- CTA Languedoc Rousillon
- Société Auxiliare de Navigation Aérienne
- Socotra

 Grecia
- Elliniki Eteria Enaerion Sinkinonion

 Hungría
- Malert Airlines

 Italia
- Ala Littoria

 Noruega
- Det Norske Luftfartselkap

 Perú
 Polonia
- LOT Polish Airlines

 Portugal
- Aero Portuguesa
- Linhas Aéreas de Moçambique

 Reino Unido
- British Airways Ltd
- British European Airways
- British Overseas Airways Corporation

 Rumania
 Sudáfrica
- South African Airways

 Suiza
- Ju-Air
- Swissair

 Unión Soviética
- Aeroflot

 Uruguay
- Compañía Aeronáutica Uruguaya

 Yugoslavia
- Jat Airways

### Operadores militares
Colombia
 Bolivia

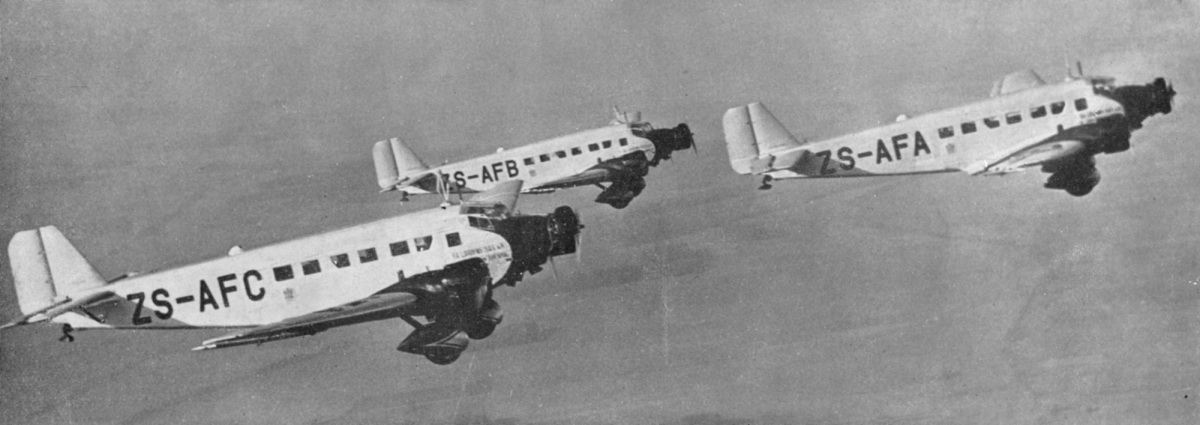
Tres Junkers Ju 52 construidos para South African Airways.

- Usadas durante la Guerra del Chaco, devueltas a la aerolínea LAB.

 Colombia
 Ecuador
 España
 Estados Unidos
 Francia
- Ejército del Aire Francés (posguerra)
- Armada Francesa (posguerra)

 Suecia
 Suiza

## Especificaciones (Ju 52/3m)

### Características generales
- Tripulación: Cinco
- Capacidad: 17 pasajeros
- Carga: 500 kg (1102 lb)
- Longitud: 18,9 m (62 ft)
- Envergadura: 29,3 m (96 ft)
- Altura: 5,6 m (18,2 ft)
- Peso vacío: 5720 kg (12 606,9 lb)
- Peso máximo al despegue: 10 500 kg (23 142 lb)
- Planta motriz: 3× motor radial sobrealimentado de nueve cilindros y refrigerado por aire BMW 132A-3.
  - Potencia: 541 kW (746 HP; 736 CV) cada uno.
- Hélices: 1× Bipala metálica por motor.

### Rendimiento
- Velocidad máxima operativa (Vno): 275 km/h (171 MPH; 148 kt)
- Velocidad crucero (Vc): 160 km/h (99 MPH; 86 kt)
- Alcance: 1300 km (702 nmi; 808 mi)
- Radio de acción: 1000 km
- Alcance en combate: km
- Alcance en ferry: km
- Techo de vuelo: 5900 m (19 357 ft)
- Régimen de ascenso: 2,3 m/s (453 ft/min) al nivel del mar
- Carga alar: 60,3 kg/m² (12,4 lb/ft²)
- Potencia/peso: 13,8 kg/kW (10,14 kg/hp)
- Tiempo a altitud:

  - 1000 m: 8,6 min.
  - 2000 m: 20,5 min.

### Armamento
- Ametralladoras: 

  - 2x MG 15 de 7,92 mm

## Aeronaves relacionadas

### Desarrollos relacionados
- Junkers Ju 252
- Junkers Ju 352

### Aeronaves similares
- Stout 3-AT
- Ford Trimotor
- Savoia-Marchetti S.73
- Savoia-Marchetti SM.81
- Fokker F.VII/3m

### Secuencias de designación
- Secuencia Ju _ (designaciones del RLM para Junkers): Ju 46 - Ju 49 - Ju 52 - Ju 60 - Ju 85 - Ju 86 →
- Secuencia Numérica (designaciones del RLM 1933-1945): ← A50 - He 51 - K 51 - Ju 52 - K 53 - NR 54 - Fw 55 →
- Secuencia C-_ (Aviones de Carga del USAAC/USAAF/USAF, 1924-1962): ←  C-76 - C-77/B-D - C-78 - C-79 - C-80 - C-81 - C-82 →
- Secuencia Trp (Aviones de transporte de la Fuerza Aérea Sueca, pre-1940): ← Trp 2 - Trp 3 - Trp 4 - Tp 5 - Tp 6 - Tp 7 - Tp 8 →
- Secuencia Numérica (Aeronaves del Ejército del Aire español, 1939-1945): ← 19 - 20W - 21 - 22 - 23 - 24 - 25 →
- Secuencia T._ (Aeronaves de Transporte del Ejército del Aire español, 1945-1954): T.1 - T.2 - T.3 - T.4 (I) - T.4 (II) →
- Secuencia T._ (Aeronaves de Transporte del Ejército del Aire español, 1954-1978): TK.1 - T.2 - T.3 - T.4 (III) - T.5 →